# Solo (Óscar Martín)
Solo is een Spaanse stripreeks van tekenaar en scenarist Óscar Martín die vanaf 2014 wordt uitgegeven door de Franse uitgeverij Delcourt en vanaf 2015 door de Nederlandse uitgeverij Dark Dragon Books.

## Inhoud

### Solo
De reeks speelt in postapocaliptische wereld, waarin dieren zijn gemuteerd tot het niveau van mensen. Het hoofdpersonage is een gemuteerde rat die zich een weg uit gevangenschap van de mensen naar de vrijheid moet bevechten, daarin slaagt en wordt opgevangen door een rattengemeenschap. Daar vindt hij zijn normen waarden terug en ontmoet hij zijn geliefde Lyra. Solo verlaat de rattenkolonie echter om bij terugkeer te merken dat het dorp is platgebrand.

### Solo - Legatus
In 2019 verscheen het eerste deel van de spin-off serie Solo Legatus. Legatus, een gemuteerde hond, is de geadopteerde zoon van Solo. Hij is alleen en besluit zijn eigen weg te gaan om te overleven. Hij verzamelt leden van alle rassen om zich heen, waarmee hij op zoek gaat naar wat vrede in de kannibalenwereld. Maar deze nieuwe groepering maakt de mensen bevreesd die in hun gebied wonen, zodat de strijd verdergaat.

## Albums

### Hoofdreeks
De hoofdreeks wordt geschreven en getekend door Óscar Martín
| Nummer         | Titel                                                                     | Uitgever(s)                        | Jaar |
| -------------- | ------------------------------------------------------------------------- | ---------------------------------- | ---- |
| Solo           |                                                                           |                                    |      |
| 1              | Een wereld vol kannibalen (Frans: 1. Les survivants du chaos)             | Dark Dragon Books (Delcourt, 2014) | 2015 |
| 2              | Een bittere strijd (Frans: 2. Le coeur et le sang)                        | Dark Dragon Books (Delcourt, 2016) | 2015 |
| 3              | De overlevenden van de chaos (Frans: 3. Le monde cannibale)               | Dark Dragon Books (Delcourt, 2017) | 2016 |
| 4              | Race naar de hel                                                          | Dark Dragon Books                  | 2018 |
| 5              | Hellepoort                                                                | Dark Dragon Books                  | 2018 |
| Solo - Legatus |                                                                           |                                    |      |
| 1              | Legatus (Frans: 4. Legatus)                                               | Dark Dragon Books (Delcourt, 2019) | 2019 |
| 2              | Het groene rijk (Frans: 5. Marcher sans soulever de poussière)            | Dark Dragon Books (Delcourt, 2021) | 2021 |
| 3              | Het einde van de oneindige kringloop (Frans: 6 La fin d'un cercle infini) | Dark Dragon Books (Delcourt, 2023) | 2024 |

### Overige verhalen in de wereld van Solo
| Titel                                                     | Schrijver    | Tekenaar          | Uitgever(s)                        | Jaar |
| --------------------------------------------------------- | ------------ | ----------------- | ---------------------------------- | ---- |
| Solo - Kannibalenkronieken (korte verhalen)               |              |                   |                                    |      |
| Deel 1                                                    | Óscar Martín | Óscar Martín      | Dark Dragon Books                  | 2017 |
| Deel 2                                                    | Óscar Martín | Óscar Martín      | Dark Dragon Books                  | 2017 |
| Deel 3                                                    | Óscar Martín | Óscar Martín      | Dark Dragon Books                  | 2017 |
| Solo Fortuna                                              |              |                   |                                    |      |
| Beschreven routes (Frans: Chemins tracés)                 | Óscar Martín | Alvaro Iglesias   | Dark Dragon Books (Delcourt, 2019) | 2018 |
| Beschreven routes 2. Siro (Frans: Chemins tracés 2. Siro) | Óscar Martín | Alvaro Iglesias   | Dark Dragon Books (Delcourt, 2023) | 2024 |
| Solo - Alfa                                               |              |                   |                                    |      |
| Alfa                                                      | Óscar Martín | Juan Alvarez      | Dark Dragon Books (Delcourt, 2022) | 2022 |
| Solo - Lyra                                               |              |                   |                                    |      |
| Lyra                                                      | Óscar Martín | Leonel Castellani | Delcourt                           | 2024 |